# Jean-Paul Rodrigue
Vous êtes invité à donner votre avis sur cette page de discussion, de manière argumentée en vous aidant notamment des critères d’admissibilité ou en présentant des sources extérieures et sérieuses.  
Après avoir apposé le modèle {{Admissibilité}} sur une page, suivez les étapes expliquées sur Wikipédia:Débat d'admissibilité/Aide :
| 1. | Créez la page de débat d'admissibilité.                                                                      | Sauvegardez d’abord la page pour l’initialiser puis indiquez votre motivation.            |
| 2. | Important : ajoutez une entrée dans la section Débat d'admissibilité du jour.                                | Utilisez ce texte : *{{L\|Jean-Paul Rodrigue}}                                            |
| 3. | Pensez à informer les contributeurs principaux de la page et les projets associés lorsque cela est possible. | Utilisez ce texte : {{subst:Avertissement débat d'admissibilité\|Jean-Paul Rodrigue}}~~~~ |

Jean-Paul Rodrigue, né le 20 juillet 1967, est un chercheur canadien spécialisé en géographie des transports.

## Biographie et carrière
Il est titulaire d'un doctorat en géographie des transports de l'Université de Montréal (1994) et a rejoint le département d'administration des affaires maritimes de l'Université Texas A&M à Galveston en 2024. 
Auparavant, entre 1999 et 2023, il a fait partie du département des études mondiales et de géographie de l'Université Hofstra à Hempstead, New York. Son ouvrage L'espace économique mondial : les économies avancées et la mondialisation a remporté le prix du « Meilleur livre d'affaires » décerné par PricewaterhouseCoopers en 2000. En 2019, l'American Association of Geographers lui a attribué le prix Edward L. Ullman pour sa contribution exceptionnelle dans le domaine de la géographie des transports.

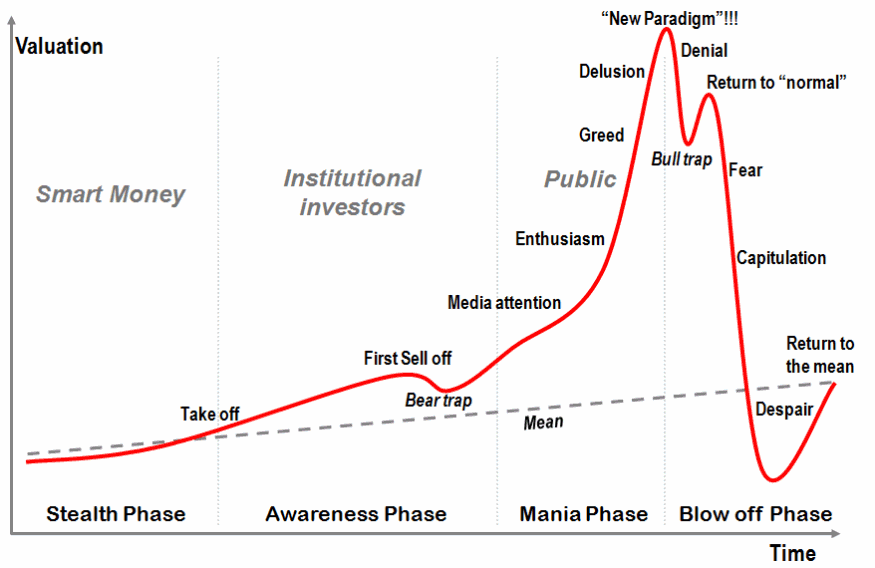
Le graphique des « phases d'une bulle » de Rodrigue

En 2008, Jean-Paul Rodrigue s’est fait connaître grâce à son modèle des bulles économiques, décrivant les quatre phases d’une bulle. Alors que les « smart money » (investisseurs avertis) achètent durant la phase initiale dite de « furtivité » (stealth phase), les investisseurs institutionnels commencent à acheter lors de la phase de « décollage » (take off). Après la couverture médiatique, le grand public se met à investir, entraînant une forte hausse des prix sous l’effet de l’« enthousiasme », puis de la « cupidité » (greed). Avant d'atteindre le sommet, la phase d'« illusion » (delusion) prend place, marquant le pic de la bulle.

## Publications
- Th. Notteboom, A. Pallis et J-P. Rodrigue, Port Economics, Management and Policy, New York, Routledge, 2022 (ISBN 978-0-367-33155-9, DOI 10.4324/9780429318184, S2CID 245460569)
- J.-P. Rodrigue, The Geography of Transport Systems, New York, Routledge, 2020 (ISBN 978-0-367-36463-2, DOI 10.4324/9780429346323, S2CID 241532721)
- J.-P. Rodrigue, Th. Notteboom et J. Shaw, The SAGE Handbook of Transport Studies, London, SAGE Publishing, 2013 (ISBN 9781849207898)
- J.-P. Rodrigue, C. Comtois et B. Slack, The Geography of Transport Systems, London, Routledge, 2009 (ISBN 978-0-415-48324-7)
- J.-P. Rodrigue, L'espace économique mondial: les économies avancées et la mondialisation, Sainte Foy, Université du Québec, 2000 (ISBN 2-7605-1037-9)